# Aelurillinae
Sous-famille
Les Aelurillinae forment une sous-famille d'araignées sauteuses que l'on rencontre en Eurasie et en Afrique, sauf l'espèce Phlegra hentzi qui est diffusée aux États-Unis et au Canada.

## Tribus
Cette sous-famille comprend quatre tribus:
- Aelurillini (9 genres)
- Flacillulini (2 genres)
- Freyini (15 genres)
- Silerini (1 genre)